# Свидание Карла
«Свидание Карла» (англ. Carl's Date) — американский короткометражный мультипликационный фильм анимационной студии Pixar, продолжение мультфильма «Вверх». Его премьера состоялась в июне 2023 года. Мультфильм показывали перед сеансами «Элементарно».

## Сюжет
Главный герой мультфильма — Карл Фредриксен. Впервые после смерти своей супруги Элли он готовится пойти на свидание и сталкивается с большими трудностями: Карл совсем забыл, что нужно делать.

## Производство и релиз
Сценаристом и режиссёром мультфильма стал Боб Петерсон, снявший «Вверх». По его словам, «Свидание Карла» — последнее произведение о Карле Фредриксене. Центрального персонажа озвучил, как и в первом мультфильме, Эд Аснер, умерший спустя всего несколько месяцев после завершения работы.
Изначально планировалось показать «Свидание Карла» на Disney+ в феврале 2023 года, но потом его убрали из графика без каких-либо объяснений. Начиная с 16 июня мультфильм показывали в американских кинотеатрах перед сеансом «Элементарно».. По-видимому, позже он появится на стриминговых сервисах